# Acoustic Toilets
Acoustic Toilets är ett musikalbum av Stonecake som släpptes 1993.

## Låtlista
| Nr           | Titel                       | Längd |
| ------------ | --------------------------- | ----- |
| 1.           | Charlie's Lost His Hat      | 4:53  |
| 2.           | Street Dog                  | 3:19  |
| 3.           | Sunnier                     | 5:05  |
| 4.           | In Front Of The Coffeeclock | 3:18  |
| 5.           | Beverly Hills               | 4:02  |
| 6.           | Acoustic Toilets            | 3:32  |
| 7.           | He's A Junkie               | 5:16  |
| 8.           | Larnaca Bay                 | 4:50  |
| 9.           | In Your Life                | 3:11  |
| 10.          | Get The Junk Outta Here     | 3:36  |
| 11.          | She's Not A Rebel Anymore   | 3:33  |
| 12.          | And I Followed              | 3:37  |
| Total längd: | Total längd:                | 48:12 |